# 高原三芒草
高原三芒草（学名：Aristida alpina）是禾本科三芒草属的植物，为中国的特有植物。分布在中国大陆的西藏等地，生长于海拔4,500米的地区，多生长在高山干汗山坡，目前尚未由人工引种栽培。